# پیست اسکی تاریک دره

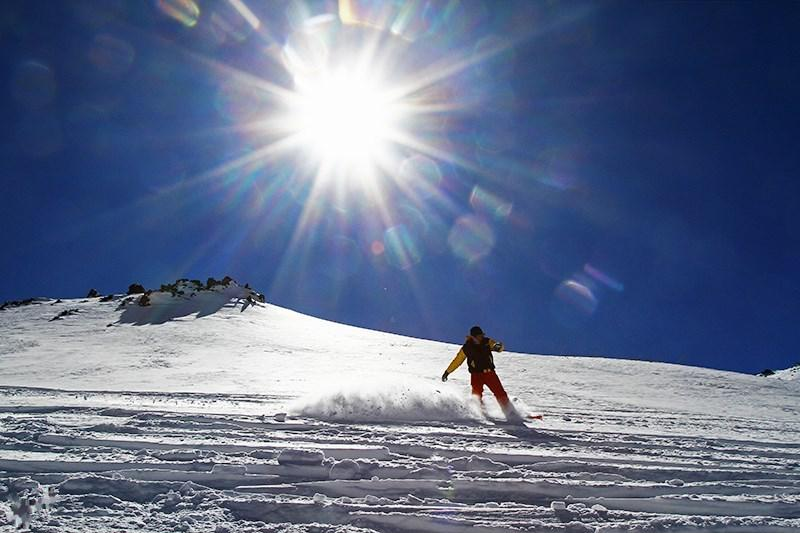
پیست اسکی تاریک دره، استان همدان

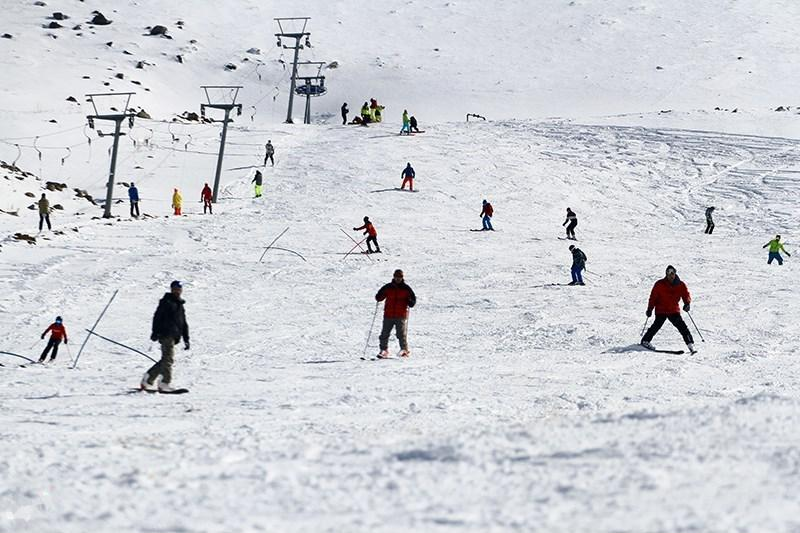
پیست اسکی تاریک دره، استان همدان

پیست اسکی الوند یا تاریک دره این پیست در ۱۰ کیلومتری جنوب غربی جادهٔ گنج نامه در شهر همدان و در دامنه‌های کوه‌های الوند قرار گرفته‌است. این پیست اسکی رسماً در سال ۱۳۶۴ مورد بهره‌برداری قرار گرفته‌است. سه دستگاه تله اسکی در روزهای اسکی در خدمت علاقمندان این ورزش است. در حال حاضر این پیست دارای سالن غذاخوری، خوابگاه و سایر امکانات موردنیاز یک اجتماع حدود  ۵۰۰ نفره را داراست ارتفاع پیست اسکی تاریک دره از ۲۴۵۰ متر شروع شده و حداکثر تا ۳۰۰۰ متری ادامه دارد از لحاظ دسترسی نزدیکترین پیست اسکی در کشور به نقطه شهری می‌باشد و در فصل تابستان دارای پیست چمن نیز هست همچنین این پست از آذر ماه تا فروردین ماه مورد استفاده قرار می گیرد بلندترین قله نزدیک به این پیست اسکی، قله تاریک دره با ارتفاع ۳۴۱۳ متر می باشد. از نظر شرایط آب و هوایی این پیست زمستان های بسیار پر برف و سرد و تابستان های بسیار خنک و هوای مطبوعی دارد ریزش برف در این پیست از آبان ماه آغاز و تا فروردین ماه ادامه دارد.

## نگارخانه

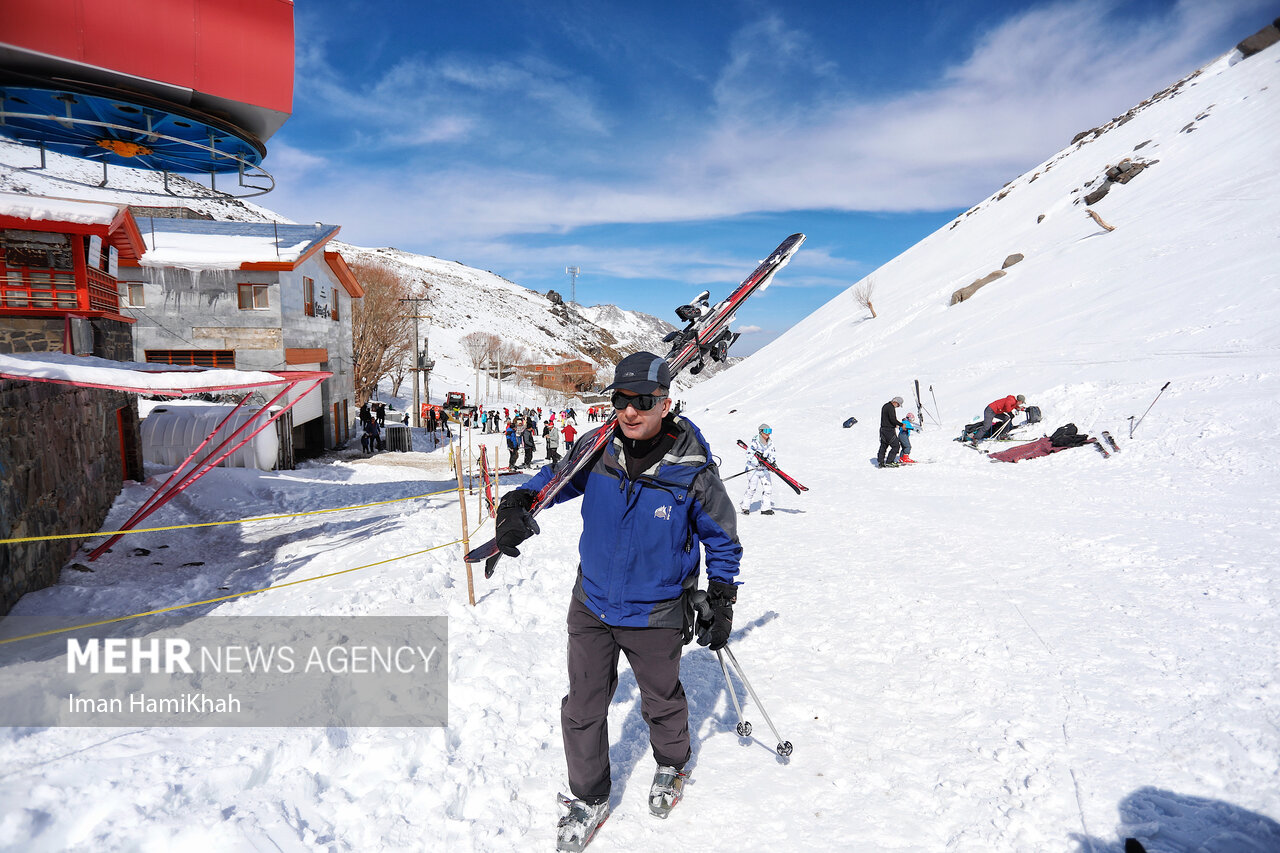
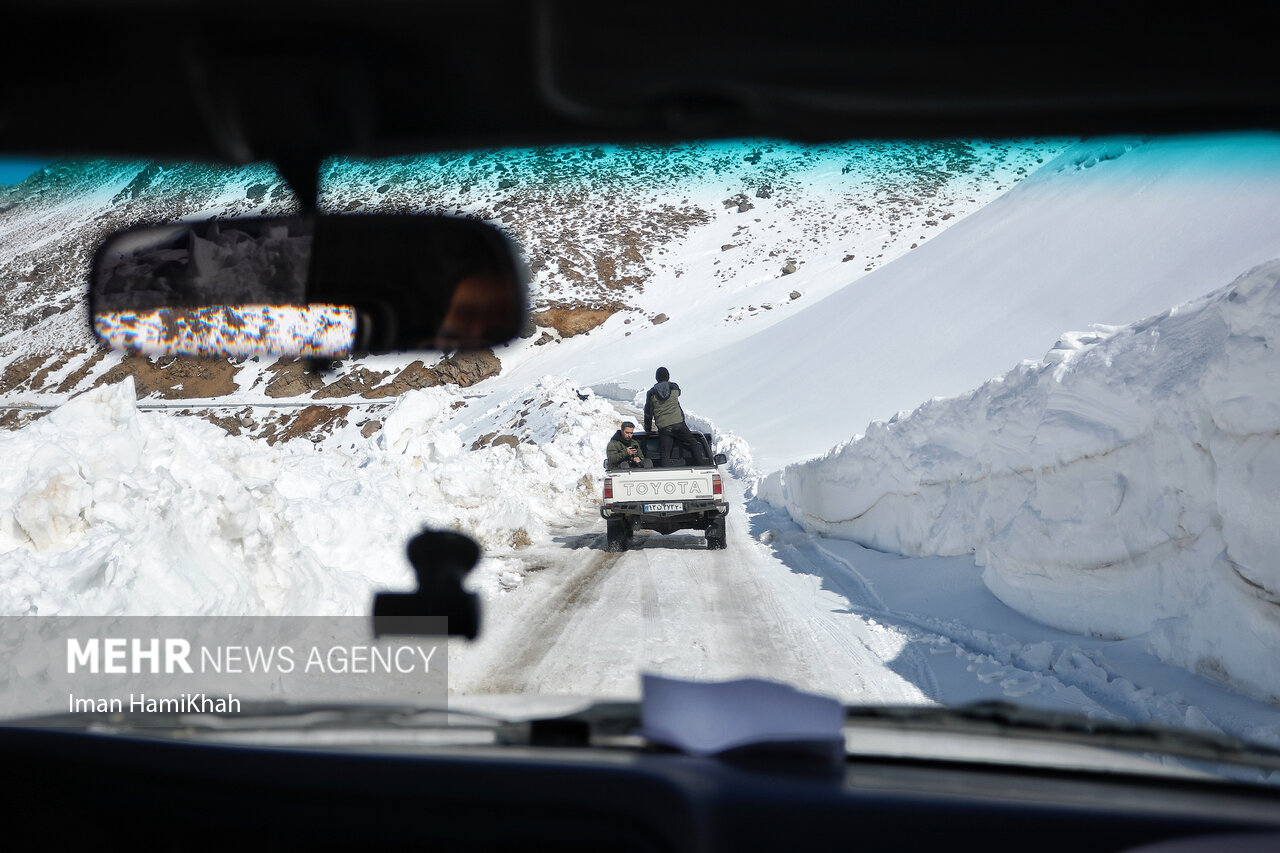
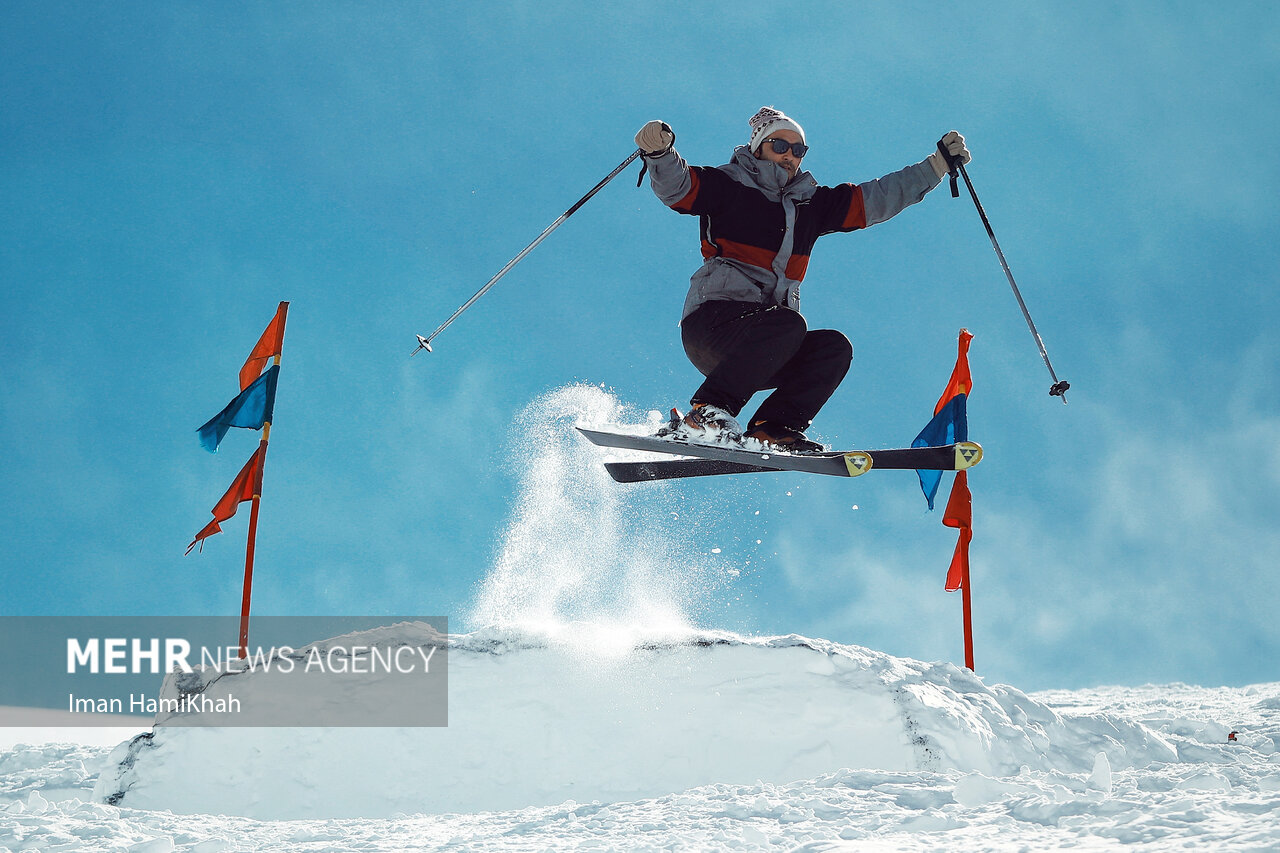
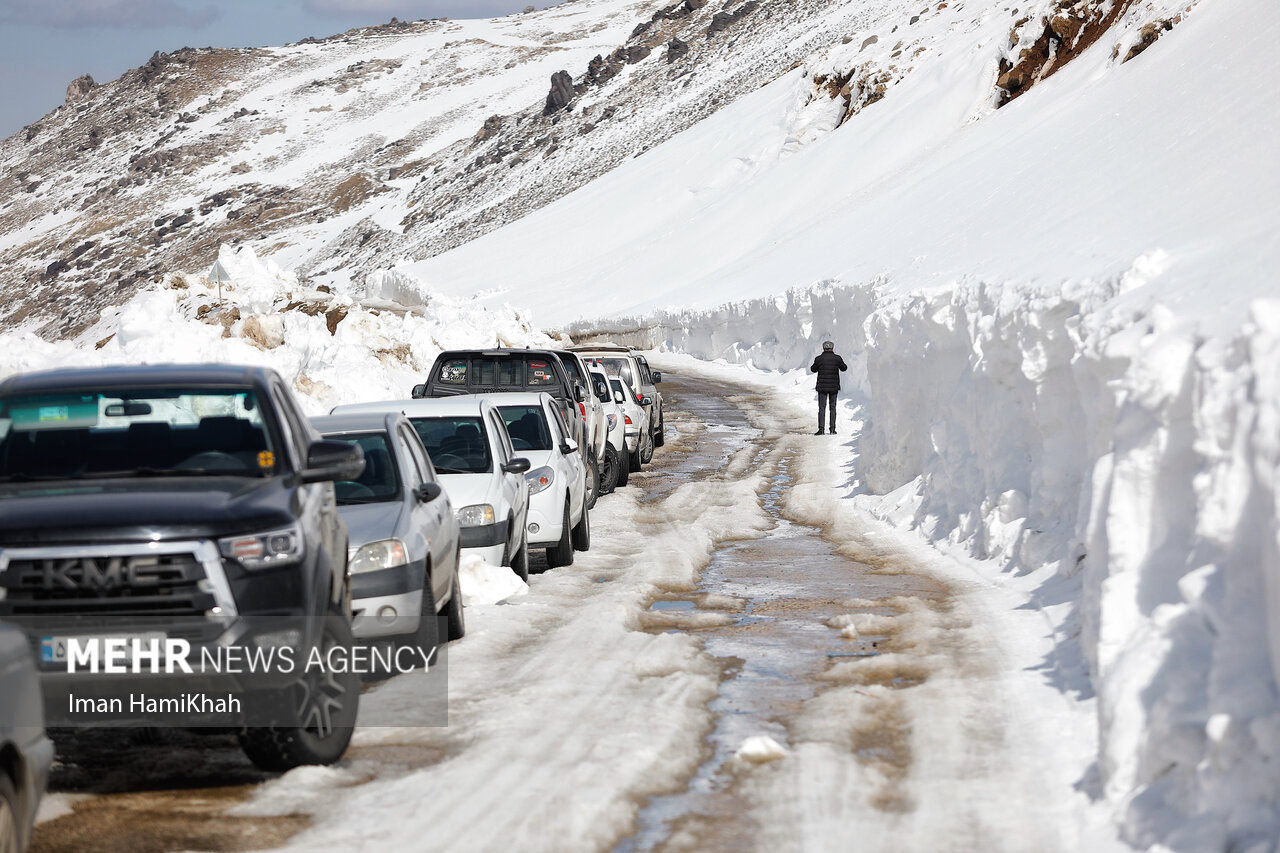
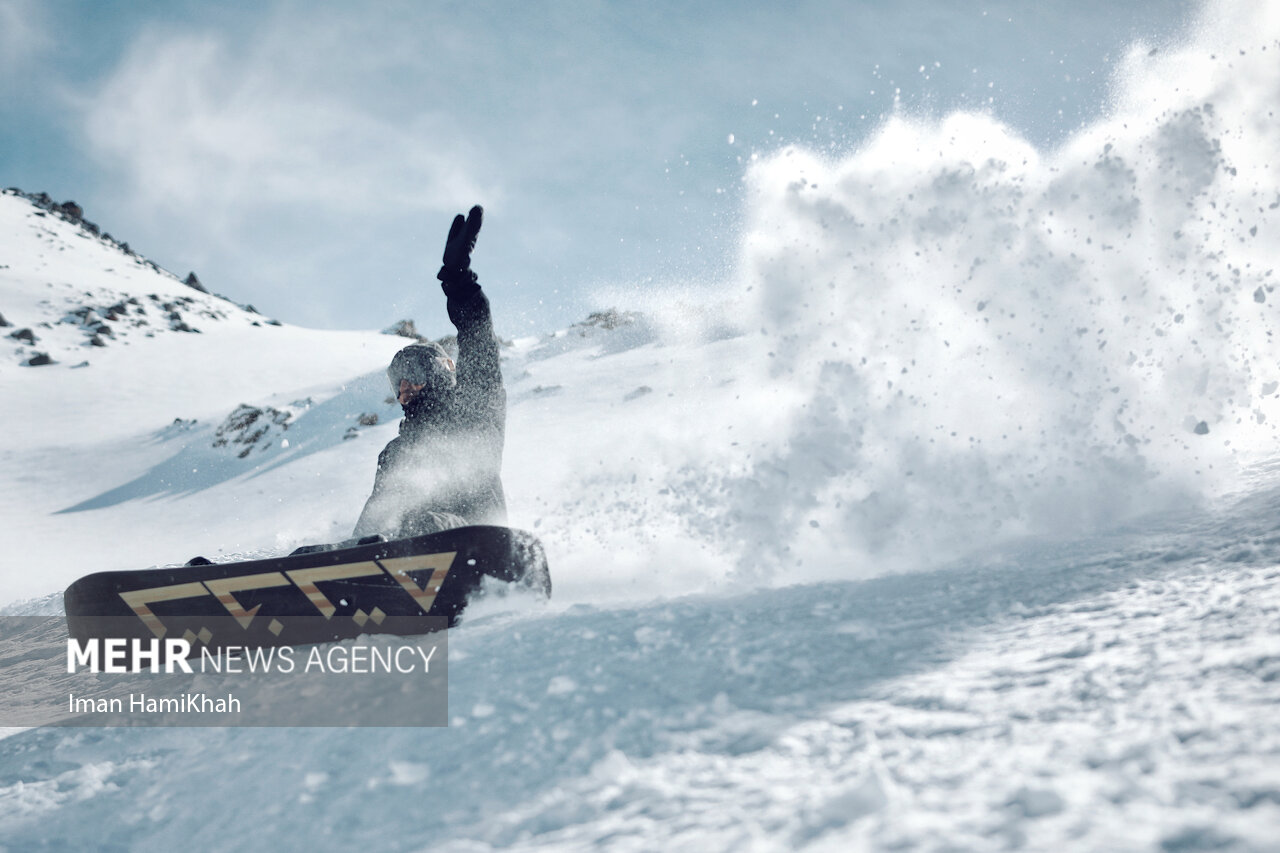
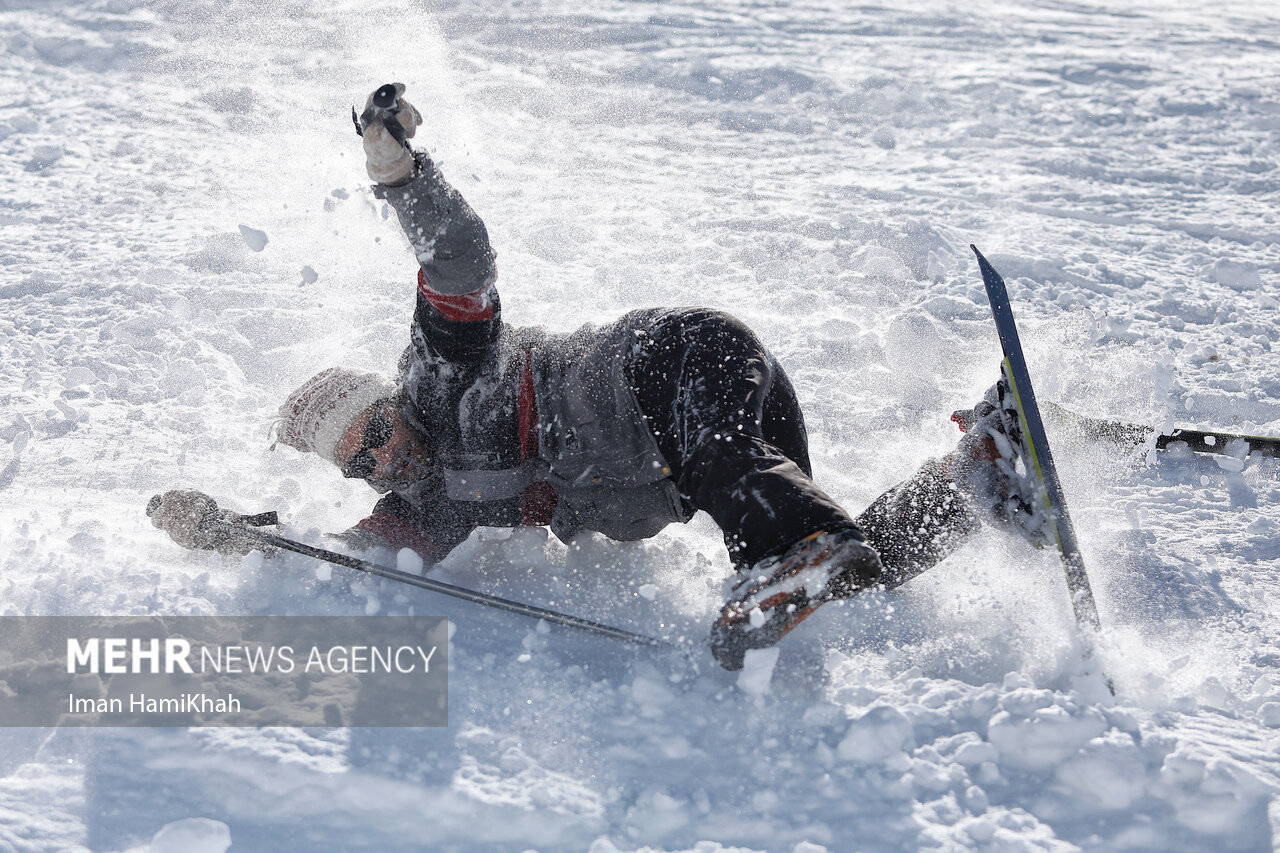
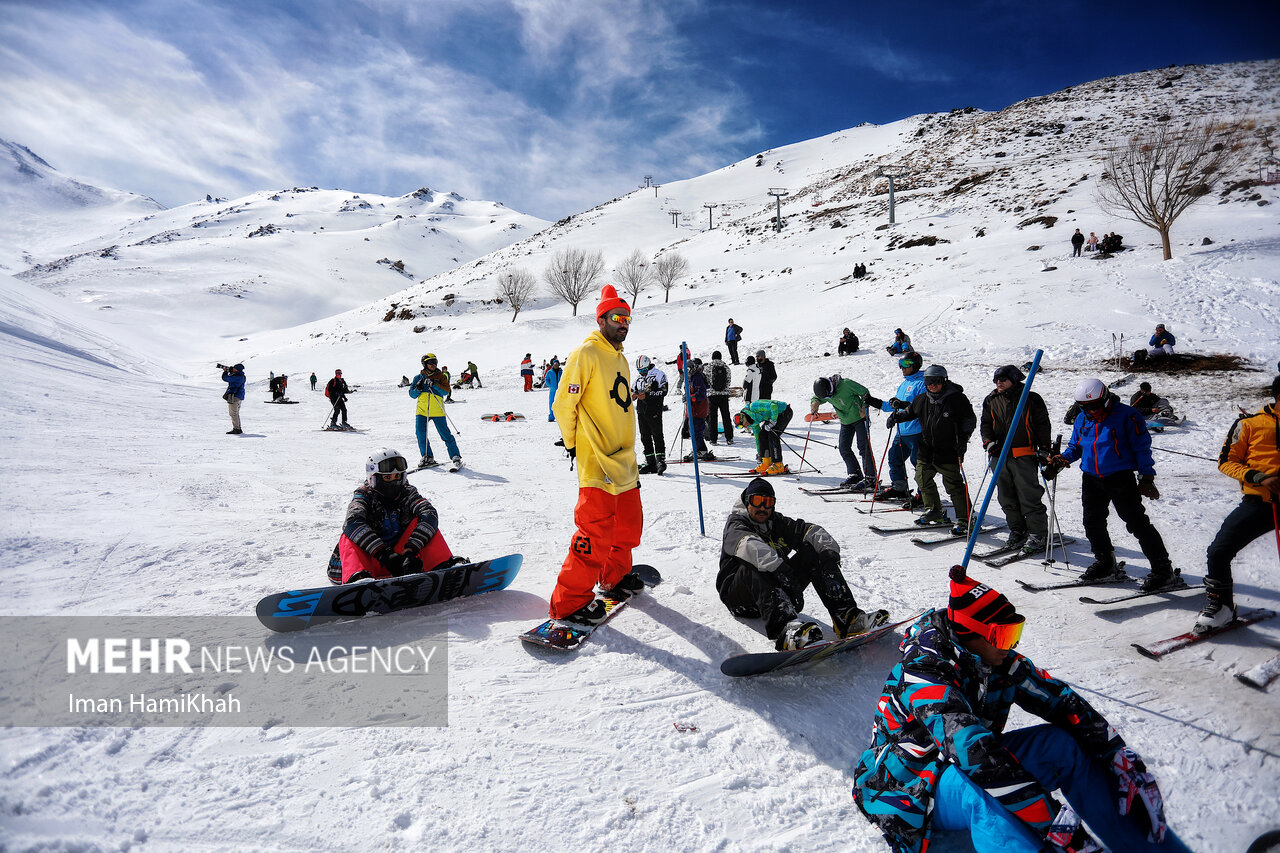
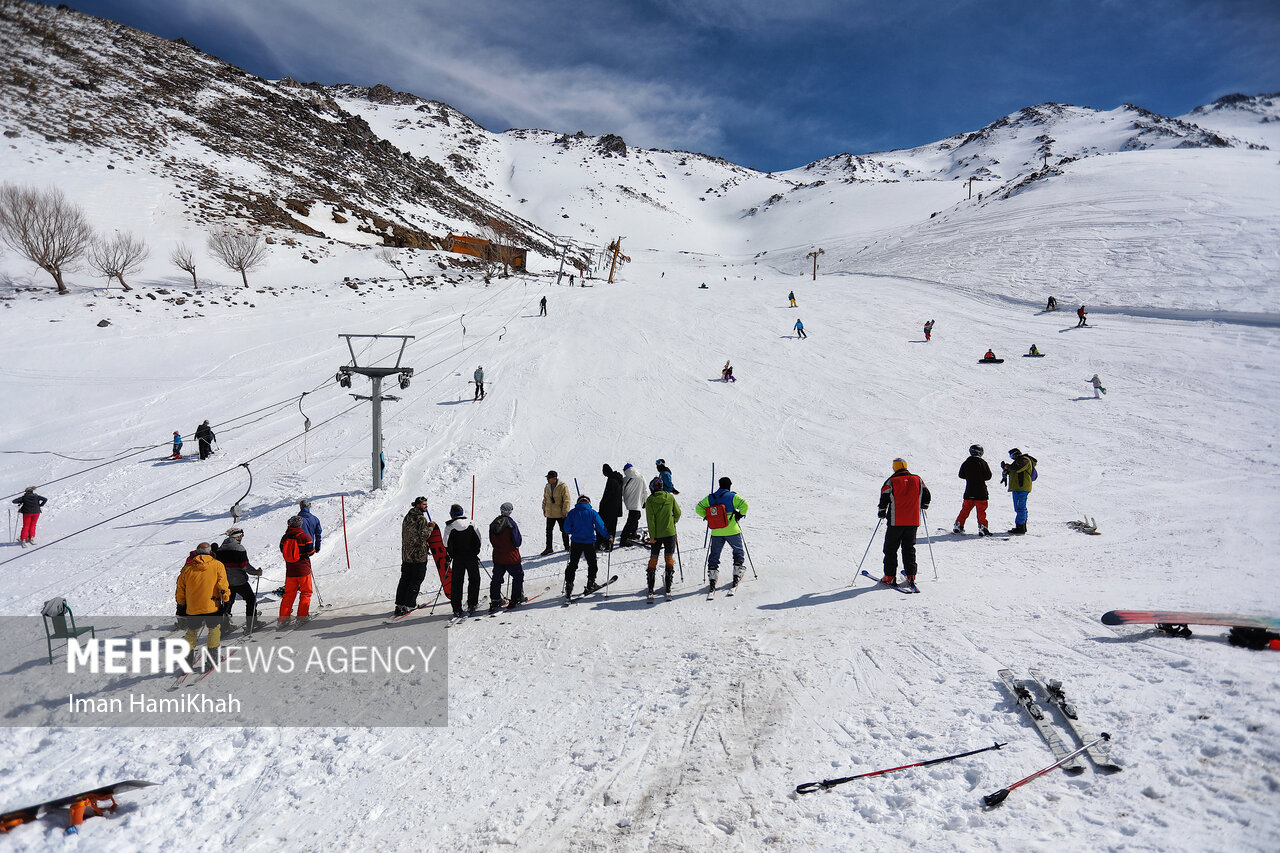